# Alphonse De Waelhens
Alphonse Marie Adolphe De Waelhens (Antuérpia, 11 de agosto de 1911 — Louvain, 19 de novembro de 1981) foi um filósofo belga, professor das seções de língua francesa e holandesa da Universidade Católica de Louvain. Ele é conhecido como especialista em fenomenologia, mais especificamente em Heidegger e Husserl. 

## Biografia
Especialista em fenomenologia, ele é um dos primeiros filósofos de língua francesa a dedicar sua tese a Martin Heidegger, ao qual dedicou toda a sua vida para tornar conhecido na França, sendo um de seus primeiros tradutores, em colaboração com Walter Biemel e Rudolf Boehm. Também dedicou estudos a Edmund Husserl e Maurice Merleau-Ponty. Com o tempo, tornou-se cada vez mais interessado em psicanálise e, em particular, em psicose. De orientação lacaniana e cristã, ele frequentou a Sociedade Psicanalítica Francesa e a escola belga de psicanálise, que reunia Antoine Vergote, Maurice Dugautiez , assim como Jacques Schotte, também professor da Universidade de Louvain  . 

## Publicações

### Escritos
- La Philosophie de Martin Heidegger, Louvain, Éditions de l'Institut supérieur de philosophie, 1942.
- Heidegger et Sartre, en Deucalion Cahiers de philosophie. No. 1, Jean Wahl [dir.]. Éd. de la revue "Fontaine", Paris 1946.
- Le Choix, le monde, l'existence (com J. Wahl, « Les Philosophies dans le monde d'aujourd'hui » ; A. de Waelhens, « De la phénoménologie à l'existentialisme » ; J. Hersch, « Discontinuité des perspectives humaines » ; E. Levinas, « Le Temps et l'autre », Grenoble, B. Arthaud, 1947.
- Une philosophie de l'ambiguïté. L'existentialisme de Maurice Merleau-Ponty, Louvain, Publications universitaires de Louvain, 1951.
- Phénoménologie et vérité. Essai sur l'évolution de l'idée de vérité chez Husserl et Heidegger, Paris, Presses universitaires de France, 1953.
- Chemins et impasses de l'ontologie Heideggerienne. À propos des 'Holzwege' , 1953
- Existence et signification, Louvain, E. Nauwelaerts ; Paris, Béatrice-Nauwelaerts, 1958.
- La Philosophie et les expériences naturelles, La Haye, M. Nijhoff, « Phaenomenologica, collection publiée sous le patronage des Centres d'Archives-Husserl », 9, 1961.
- La Psychose. Essai d'interprétation analytique et existentiale, Louvain, Nauwelaerts, 1971.
- Le Duc de Saint-Simon. Immuable comme dieu et d'une suite enragée, Bruxelles, Facultés Saint-Louis, 1981.

### Traduções
- Martin Heidegger, De l'essence de la vérité, Nauwelaerts, Louvain, 1948 (introdução e tradução, com W. Biemel). Reeditado em Questions I, 1968.
- Martin Heidegger, Kant et le problème de la métaphysique, Gallimard, Paris, 1953 (introdução e tradução, com W. Biemel). Reeditado em coleção Tel, 1981.
- Frederik Buytendijk, La femme, ses modes d'être, de paraître, d'exister. Essai de psychologie existentielle, Desclée de Brouwer, Bruges, 1957 (com R. Micha).
- Martin Heidegger, L'Être et le temps, Gallimard, Paris, 1964 (tradução dos §§ 1-44, com R. Boehm).